# دیدریک سیمون
دیدریک سیمون (انگلیسی: Diederik Simon؛ زادهٔ ۱۰ آوریل ۱۹۷۰) قایقران روئینگ اهل هلند بود.